# Väärä
Väärä eller Vääräjärvi är en sjö i Finland. Den ligger i kommunen Mäntyharju i landskapet Södra Savolax, i den södra delen av landet, 160 km nordost om huvudstaden Helsingfors. Väärä ligger 120 meter över havet. I omgivningarna runt Väärä växer i huvudsak barrskog. Arean är 27 hektar och strandlinjen är 4,65 kilometer lång. Sjön  ingår i Kymmene älvs huvudavrinningsområde. 